# Bremer voetbalkampioenschap 1908/09
In 1908/09 werd het tiende Bremer voetbalkampioenschap gespeeld, dat georganiseerd werd door de Noord-Duitse voetbalbond. Bremer SC 1891 werd kampioen en nadat ze ook de Bremerhavense kampioen Geestemünde in de pan hakten namen ze deel aan de Noord-Duitse eindronde. De club versloeg eerst SC Frisia 03 Wilhelmshaven en verloor dan van Altonaer FC 1893. 

## Eindstand
| Plaats | Club                   | Wed. | W  | G | V | Saldo | Ptn   |
| ------ | ---------------------- | ---- | -- | - | - | ----- | ----- |
| 1.     | Bremer SC 1891         | 10   | 10 | 0 | 0 | 43:8  | 20:0  |
| 2.     | FV Werder Bremen       | 10   | 8  | 0 | 2 | 60:22 | 16:4  |
| 3.     | FC Britannia 01 Bremen | 10   | 4  | 2 | 4 | 21:29 | 10:10 |
| 4.     | FC Lloyd Bremen        | 10   | 3  | 0 | 7 | 33:34 | 6:14  |
| 5.     | FV 1896 Komet Bremen   | 10   | 2  | 1 | 7 | 21:41 | 5:15  |
| 6.     | SuS 1896 Bremen        | 10   | 1  | 1 | 8 | 10:54 | 3:17  |

|  | Kampioen                                         |
|  | Trok zich na dit seizoen terug uit de competitie |

## Play-off voor de Noord-Duitse eindronde
Heen
|  |                |        |                   |        |
|  | Bremer SC 1891 | 10 – 1 | SC 04 Geestemünde | Bremen |
|  |                |        |                   | Bremen |

Terug
|  |                   |       |                |             |
|  | SC 04 Geestemünde | 0 – 7 | Bremer SC 1891 | Bremerhaven |
|  |                   |       |                | Bremerhaven |